# Lymantria pramesta
Lymantria pramesta este o specie de molii din genul Lymantria, familia Lymantriidae, descrisă de Moore 1859 Conform Catalogue of Life specia Lymantria pramesta nu are subspecii cunoscute.